# Baar (Zug)
Baar je grad u Švicarskoj i drugi po veličini grad kantona Zuga.

## Gradske četvrti
Nekadašnja mjesta koja su se spojila s Baarom:
- Allenwinden
- Blickensdorf
- Deinikon
- Inwil bei Baar
- Neuägeri
- Sihlbrugg Dorf
- Walterswil

## Gospodarstvo
Veće tvrtke u Baaru su:
- Glencore International AG
- Johnson & Johnson

## Vanjske poveznice
- Službena stranica